# Grünbach (Polling)
Grünbach ist ein Gemeindeteil der Gemeinde Polling im oberbayerischen Landkreis Mühldorf am Inn.

## Lage
Das Kirchdorf liegt etwa 2 km südwestlich von Polling, gut 2 km südöstlich von Flossing und etwa 3 km nördlich von Oberneukirchen am namensgebenden Grünbach in der idyllischen Landschaft des Grünbachtals, welches Bestandteil des Natura-2000-Gebiets „Grünbach und Bucher Moor“ ist.

## Geschichte
Das Jahr der ersten Besiedlung von Grünbach ist unbekannt. Die Spanheimer zu Kraiburg hatten jedenfalls um 1260 je einen Hof zu Anzenberg, Grünbach und Reichthalham. Die katholische Filialkirche St. Leonhard der Pfarrei Flossing ist ein einschiffiger Saalbau mit Westturm, Chor mit Wandpfeilergliederung. Sie ist im Kern spätgotisch (15. Jahrhundert) mit Barockisierungen 1737 und durch Franz Alois Mayr 1759. Das Dorf gehörte seit dem Mittelalter zum Herzogtum Bayern, die angrenzende Stadt Mühldorf am Inn jedoch bis 1803 zum Fürsterzbistum Salzburg. Bis 1966 gehörte Grünbach zum Schulsprengel Flossing, seither zum Schulsprengel Polling. Seit dem bayerischen Gemeindeedikt von 1818 bis zur Gemeindegebietsreform war Grünbach eine eigenständige Gemeinde mit folgenden Gemeindeteilen:
| - Anzenberg (Einöde) - Beham (Einöde) - Estern (Einöde) - Geier (Einöde) - Grünbach (Kirchdorf) | - Grund (Einöde) - Guggenberg (Einöde) - Hacklehen (Einöde) - Hechenberg (Einöde) - Holzhausen (Weiler) | - Knog (Einöde) - Kundheft (Einöde) - Monham (Dorf) - Ploier (Einöde) - Pullach (Einöde) | - Rain (Einöde) - Reichthalham (Einöde) - Utting (Weiler) - Wald (Weiler) - Wimöstern (Einöde) |

Am 1. Juli 1970 wurde sie nach Polling (Kreis Mühldorf a. Inn) eingegliedert.